# Tatort: Kameraden
Kameraden ist eine Folge der Fernsehkrimireihe Tatort aus dem Jahr 1991. Der Film wurde vom Schweizer Fernsehen unter der Regie von Markus Fischer produziert und ist die zweite Folge des Schweizer Fernsehens überhaupt. Es handelt sich um Tatortfolge 242 und wurde am 1. April 1991 erstmals ausgestrahlt.
Reto Carlucci (Andrea Zogg) klärt den Mord an einem Schwarzafrikaner auf und kann einen Ring von Rechtsradikalen zerschlagen.

## Handlung
Der mit einem Touristenvisum in der Schweiz lebende Südafrikaner Massa, sein Landsmann Lome und seine Schweizer Freundin Katharina Matz werden in aller Öffentlichkeit von einer Gruppe Skinheads attackiert. Die Gruppe will nach der brutalen Attacke mit dem Auto fliehen, Massa verfolgt die Gruppe und wird vom Skinhead Peter in Panik erschossen. Im Auto koordiniert der Rädelsführer Thomas von Bürer die Alibis. Detektivwachtmeister Reto Carlucci wird mit den Ermittlungen betraut, Katharina Matz kann auf einem Foto der Verdächtigenkartei Thomas erkennen, bei der Gegenüberstellung weist dieser allerdings als Alibi die Haushälterin seiner Eltern vor, da er aus gutem Hause stammt und Katharina sich nicht hundertprozentig sicher ist, kann der Anwalt der Familie von Bürer, Allenspach, die Festnahme seines Mandanten verhindern. Thomas redet kurz danach mit seinen Kameraden über Katharina und schärft diesen ein, dass sie Katharina einschüchtern müssten, damit diese nicht die anderen identifiziert. Als Carlucci am Abend Katharina aufsuchen will, öffnet sie ihm nicht die Tür, stattdessen macht sie sich, enttäuscht von dem mangelnden Ermittlungserfolg der Polizei, auf eigene Faust auf und beschattet Thomas, um so an die Gruppe zu kommen. Thomas und seine Kameraden bemerken die Observierung und berichten ihrem Chef Toni Effinger davon, der die Tatwaffe daraufhin in seiner Fischerhütte verstecken lässt.
Kurz darauf findet Katharina eine anonyme Morddrohung im Briefkasten, als Carlucci später zu ihr kommt und sie endlich dazu bringt, mit ihm zu reden, hat sie den Drohbrief die Toilette herunter gespült. Sie erzählt ihm schliesslich von ihren Recherchen und den Fotos, die sie dabei gemacht hat, der Film ist allerdings aus dem Handschuhfach ihres Autos verschwunden. Als sie Carlucci erzählt, jemand muss in ihrer Wohnung gewesen sein und den Autoschlüssel kurzzeitig entwendet haben, glaubt er ihr nicht und hält sie für zu nervös. Nachdem sich Carlucci verabschiedet, trifft Katharina im Hausflur ihren Hausverwalter, es ist Toni Effinger. Er kondoliert ihr, sie spürt, dass er bei ihr in der Wohnung gewesen sein könnte. Die Einschüchterungen nehmen in den nächsten Tagen zu, Katharina wird in der Universität überfallen und ihr Vogel liegt tot im Briefkasten, gleichzeitig macht ihr der verheiratete Effinger Avancen. Carlucci findet die vollkommen aufgelöste Katharina und glaubt ihr nun, dass jemand in ihrer Wohnung war. Katharina erzählt Carlucci, dass nur Effinger einen Schlüssel zu ihrer Wohnung hat und ihren Tagesablauf kennt, zudem sei er in der Fremdenlegion gewesen und auch sonst bei rechtsgerichteten Aktivitäten dabei. Carlucci überprüft Effinger ohne Ergebnisse auf Vorstrafen, kurz darauf stellt er fest, dass der Vogel aus dem Briefkasten verschwunden ist und begreift, wie gut die Rechtsradikalen organisiert sind. Effinger vernichtet die von Katharina gemachten Fotos und Negative, anschliessend entführen er und seine Leute Katharina und schüchtern sie massiv durch Psychoterror ein, eine Vergewaltigung durch die Skinheads verhindert Effinger aber schliesslich.
Carlucci, der beschliesst, sich in die Rechtsradikalenszene einschleusen zu lassen, erfährt, dass Katharina halbnackt am Stadtrand aufgegriffen und in eine Psychiatrie eingeliefert wurde, von wo sie ausgebrochen ist. Zu Hause bewaffnet sie sich mit einem Messer und fährt zu Effingers Fischerhütte. Carlucci folgt ihr und kann sie daran hindern, zu Effinger in die Hütte hineinzugehen. Stattdessen geht Carlucci hinein und stellt sich Effinger als ehemaligen Fremdenlegionär vor. Da er sich vorher Informationen besorgt hat, kann Carlucci über angebliche ehemalige Kameraden berichten und so sein Vertrauen gewinnen. Effinger lädt ihn zu einem Rechtsradikalentreffen ein und Carlucci nimmt anschliessend die von Effinger unbemerkt gebliebene Katharina zu sich nach Hause. Katharina erzählt Carlucci, dass sie anhand von Geräuschen Effingers Hütte wiedererkannt hatte. Carlucci und Katharina können den Untersuchungsrichter davon überzeugen, ihre V-Mann-Aktion mitzutragen. Am nächsten Tag beobachten Carlucci und Katharina heimlich das Wehrlager der Skinheads, Katharina erkennt dort Peter. Carlucci sucht am Abend die Versammlung von Effingers Leuten auf, seine Kollegen hören heimlich mit. Die Skinheads begehen einen Überfall auf den Berner Drogenstrich, Carlucci arrangiert, dass die Polizei eingreift und ihn und Peter verhaftet. Auf dem Revier erkennt Katharina Peter als einen der Angreifer, nachdem Peters Alibi platzt flieht dieser und stürzt in den Tod. Carlucci sucht abends erneut Effinger und seine Leute auf und behauptet, die Polizei habe ihn gehen lassen müssen. Carlucci schafft es, Effinger zu beeindrucken, so dass dieser ihm den Auftrag gibt, Katharina zu beseitigen, er bringt auch Katharina dazu, sich als Lockvogel zur Verfügung zu stellen.
Am Abend erzählt Carlucci Effinger, dass er wisse, wo Katharina sich versteckt hält, er bräuchte allerdings die Hilfe von Effinger und seinen Leuten, um Katharina so zu töten, dass es wie ein Unfall aussehe. Thomas, der Carlucci misstraut, folgt diesem abends in dessen Wohnung und entdeckt, dass Katharina sich bei ihm versteckt hält. Thomas informiert Effinger, am nächsten Tag, als Carlucci, Effinger und dessen Leute Katharina zum Wochenendhaus verfolgen, in dem sie den Lockvogel spielen soll, stellt Effinger Carlucci eine Testfrage, die dieser nicht beantworten kann. Thomas findet bei Carlucci die Wanze und schlägt diesen nieder. Anschliessend rammt Carlucci Katharinas Wagen, Thomas nimmt sie gefangen. Carluccis Kollegen schlagen Alarm, während Effinger mit seinen Geiseln die Fahrtroute ändert, die Skinheads fahren Katharinas Wagen an einen Abhang und wollen sie zwingen, in ihrem Wagen in den Tod zu stürzen. Unterdessen erwacht Carlucci, zieht seine Waffe und schiesst Thomas nieder, der Carlucci zuvor noch am Bein verletzt. Effinger schafft es,  Katharina in seine Gewalt zu bringen, lässt sie aber angesichts der Polizeiübermacht und auf ihr gutes Zureden hin gehen, Effinger versucht vergeblich einen Suicide by cop und wird schliesslich mit seinen Leuten festgenommen.

## Hintergrund
Für Detektivwachtmeister Reto Carlucci (Andrea Zogg), ist es der erste Fall als Hauptermittler, nachdem er in der Folge Howalds Fall der Assistent von Walter Howald (Mathias Gnädinger) war.
Die Erstausstrahlung von Kameraden erfolgte am 1. April 1991, der Film wurde 1990 in Bern und Umgebung sowie im Kanton Solothurn gedreht.

### Kritik
Die Kritiker der Fernsehzeitschrift TV Spielfilm beurteilen diesen Tatort nur mittelmässig.